# 今村パーキングエリア
今村パーキングエリア（いまむらパーキングエリア）は、長崎県大村市にある長崎自動車道（鳥栖JCT方面のみ）のパーキングエリア。長崎方面は日岳トンネルをはさんだところにある木場PAを利用する。木場PAとは異なり、バス停留所は設置されていない。

## 道路
- E34 長崎自動車道

## 施設

### 上り線（鳥栖方面）
コンビニエンスストアのオープンに伴い、自動販売機は撤去された。
- 駐車場
  - 大型13台
  - 小型40台
- トイレ
  - 男性　大3（和式0・洋式3）・小10
  - 女性　10（和式1・洋式9）
  - 車椅子用　1
- コンビニエンスストア「セブン-イレブン」（24時間）[1]
  - セブン銀行ATM
- 携帯電話充電器（8:00 - 20:00）

## 隣
E34 長崎自動車道
(10)諫早IC/BS - 今村PA（上り線のみ） - (9-1)木場PA/BS/スマートIC（PAは下り線のみ） - (9)大村IC/BS